# 大倉精神文化研究所

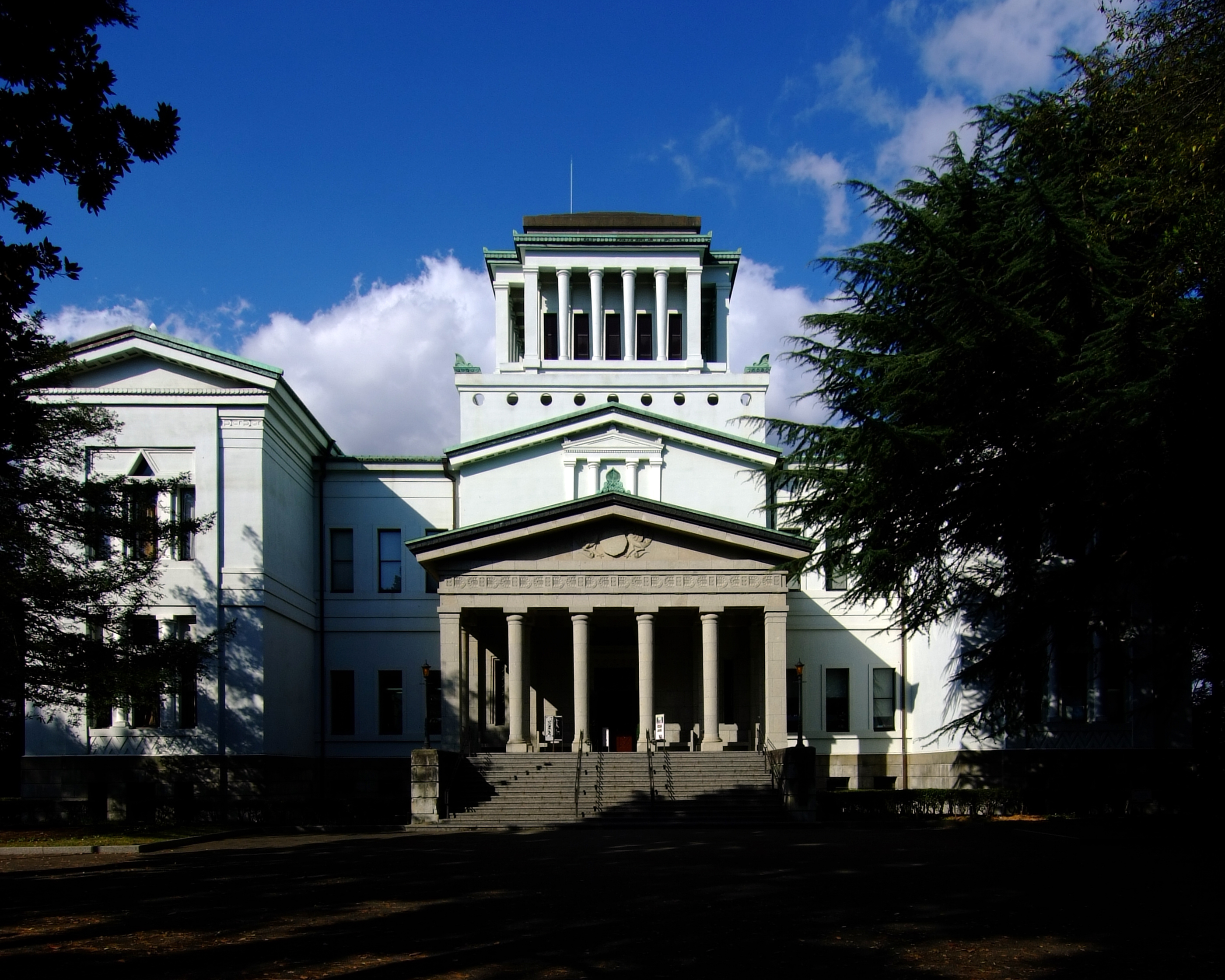
大倉精神文化研究所

公益財団法人大倉精神文化研究所（おおくらせいしんぶんかけんきゅうしょ）は、実業家で後に東洋大学学長などを務めた大倉邦彦によって創設された、大倉精神文化研究所及び附属図書館の維持、人文科学及び社会科学に関する調査研究などの事業を実施している公益法人。元文部科学省所管。神奈川県横浜市にある。

## 概要
「東西両洋における精神文化及び地域における歴史・文化に関する科学的研究及び普及活動を行い、国民の知性及び道義の高揚を図ることにより、心豊かな国民生活の実現に資し、もって日本文化の振興及び世界の文化の進展に寄与する」ことを目的としている。

## 沿革

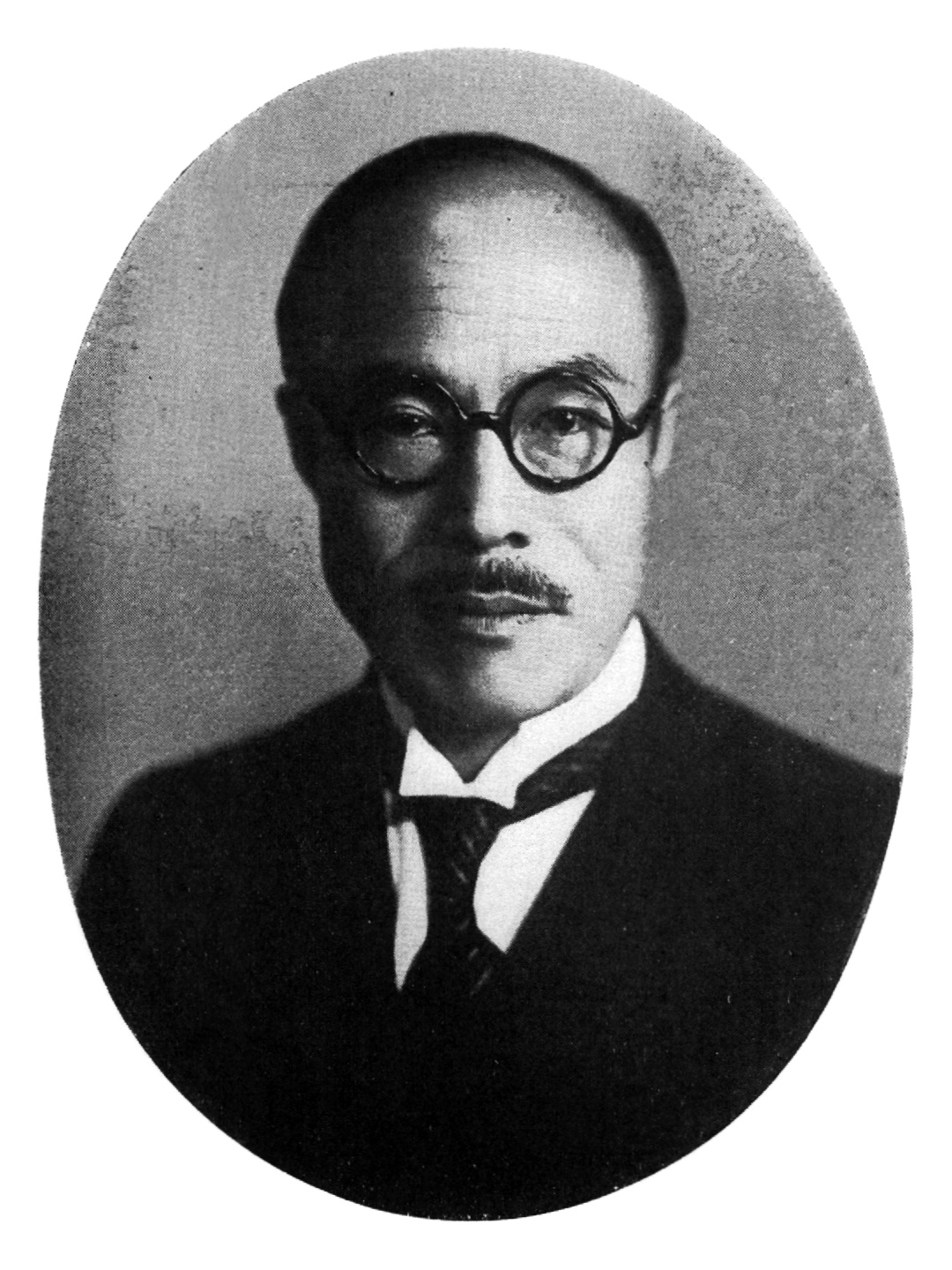
大倉邦彦

- 1932年（昭和7年） - 大倉邦彦により創設。学術研究を進めるとともに、精神文化に関する内外の図書を収集して付属図書館も開設。また、学生・教育者・一般人などを対象とする精神教育にも努めた。
- 1936年（昭和11年） - 文部省所管の財団法人となる。
- 1937年（昭和12年） - 大倉邦彦が東洋大学学長に就任、研究所からも職員5名を同大学に派遣。
- 1943年（昭和18年） - 高等学校令による「神奈川高等学校」（7年制）の併設を計画するも戦局の悪化により頓挫。
- 1944年（昭和19年） - 海軍気象部第5分室が置かれる。
- 1945年（昭和20年）10月 - 占領軍に校舎を接収された横浜専門学校が当所を仮校舎とした（翌年2月まで）[2]。
  - 戦後、名称を大倉山文化科学研究所と改める。
- 1950年（昭和25年） - 付属図書館を国立国会図書館の支部とする（ - 1960年）。
- 1959年（昭和34年） - 名称を大倉精神文化研究所に復する。
- 1981年（昭和56年） - 敷地・建物を横浜市に売却。
- 2012年（平成24年）4月1日 - 公益財団法人に移行(認定日は2月10日）[3]

## 組織
理事長のもと、専任研究員2名・客員研究員9名によって研究所を構成し、研究をすすめている。また、付属図書館が設置されており、哲学、宗教、歴史、文学などの図書や雑誌を揃えて一般に開放している。

## 建物
プレ・ヘレニック様式の旧本館は、1981年（昭和56年）に横浜市に寄贈され、1984年（昭和59年）から横浜市大倉山記念館として開館、一般開放されている。1991年（平成2年）に横浜市指定有形文化財（建造物）に指定。設計は長野宇平治。研究所は現在もこの記念館内で活動。

## 所在地
神奈川県横浜市港北区大倉山二丁目10番1号(大倉山公園内)

## 交通アクセス
- 最寄駅
  - 東急東横線大倉山駅から徒歩7分。